# Франтішек Гечко
Франтішек Гечко (словац. František Hečko, 10 червня 1905, село Суха — 1 березня 1960, Мартін, Словаччина) — словацький письменник.

## Біографія
Народився 10 червня 1905 року в селі Суха, що на заході Словаччини, в родині селянина-виноградаря. Навчався у виноградарській школі у Модрі, потім — у сільськогосподарській школі у Кошицях і вищій кооперативній школі у Празі. Після навчання працював у маєтку і кооперативі у Братиславі. Потім був редактором кількох газет і журналів — «Hospodářsky obzor», «Roľnícke noviny» та інших. Друкуватися почав у 1931 році. Після Другої світової війни працював жуналістом і редактором видань при Матиці словацькій («Matičné čítanie», «Praktická knižnica Matice slovenskej» та інших). У 1954—1956 роках був головою Спілки словацьких письменників.

## Творчість
Літературну діяльність почав як поет, видавши у 1931 році збірку віршів «Переселенці», присвяченою словацьким селянам-емігрантам. У романі «Червоне вино» (1948) змалював життя словацького села на початку ХХ століття. Автор романів «Дерев'яні села» (1951), «Свята пітьма» (1958), збірки репортажів «Москва — Ленінград — Ясна Поляна» (1951).

## Українські переклади
- Дерев'яне село. — К., 1955.